# Garden (Michigan)
Garden é uma vila localizada no estado americano de Michigan, no Condado de Delta.

## Demografia
Segundo o censo americano de 2000, a sua população era de 240 habitantes.
Em 2006, foi estimada uma população de 229, um decréscimo de 11 (-4.6%).

## Geografia
De acordo com o United States Census Bureau tem uma área de
2,6 km², dos quais 2,2 km² cobertos por terra e 0,4 km² cobertos por água. Garden localiza-se a aproximadamente 180 m acima do nível do mar.

## Localidades na vizinhança
O diagrama seguinte representa as localidades num raio de 68 km ao redor de Garden.